# Det svenska Ibsensällskapets Ibsenpris
Det svenska Ibsensällskapets Ibsenpris är ett årligt litteraturpris, som första gången delades ut 2007. Priset ska tilldelas en ung svensk, nyskapande dramatiker. Det svenska Ibsenselskapet instiftades 2006, i samband med 100-årsminnet för Henrik Ibsens död 1906. Prispengarna på 30 000 SEK kommer från norska myndigheter. Priset delas ut den 20 mars varje år, vilket också är Ibsens födelsedag.

## Pristagare
- 2007 – Mattias Andersson[1]
- 2008 – Sofia Fredén[2]
- 2009 – Lucas Svensson[2]
- 2010 – Martina Montelius[2]
- 2011 – Jonas Hassen Khemiri[3]
- 2012 – Christina Ouzounidis[2]
- 2013 – Rasmus Lindberg
- 2014 – Gertrud Larsson
- 2015 – Klas Abrahamsson
- 2016 – Paula Stenström Öhman[4]
- 2017 – Anders Duus
- 2018 – Emma Broström[5]
- 2019 - Kristian Hallberg
- 2020 – Åsa Lindholm[6]
- 2021 – Alejandro Leiva Wenger[7]
- 2022 – Dimen Abdulla[8]
- 2023 – Dag Thelander
- 2024 – Annika Nyman

### Fotnoter
1. ↑  ”Mattias Andersson får Ibsenpris”. Svenska Dagbladet. http://www.svd.se/kultur/mattias-andersson-far-ibsenpris_1073227.svd. Läst 26 maj 2012.
2. 1 2 3 4  ”Ibsensällskapet i Sverige”. Ibsensällskapet i Sverige. Arkiverad från originalet den 5 mars 2016. https://web.archive.org/web/20160305052546/http://www.norge.se/ARKIV/Old_web/ibsen/Ibsensweden/ibsensociety/. Läst 22 mars 2016.
3. ↑  ”Ibsenpris till Jonas Hassen Khemiri”. Svenska Dagbladet. http://www.svd.se/kultur/ibsenpris-till-jonas-hassen-khemiri_6027625.svd. Läst 26 maj 2012.
4. ↑  ”Paula Stenström Öhman får svenska Ibsenpriset”. Svenska Dagbladet. http://www.svd.se/paula-stenstrom-ohman-far-svenska-ibsenpriset. Läst 22 mars 2016.
5. ↑  ”Ibsenpriset 2019 till barnboksförfattaren Kristian Hallberg”. Boktugg.se. 19 mars 2019. https://www.boktugg.se/2019/03/19/ibsenpriset-2019-till-barnboksforfattaren-kristian-hallberg/. Läst 6 november 2019.
6. ↑  https://www.gp.se/kultur/kultur-nöje/hon-får-ibsensällskapets-litterära-pris-1.25712399
7. ↑  ”Fosse och Leiva Wenger får Ibsenpriser”. www.svb.se. 22 mars 2021. https://www.svb.se/nyheter/fosse-och-leiva-wenger-far-ibsenpriser/2075842. Läst 14 november 2023.
8. ↑  ”Dimen Abdulla får svenska Ibsenpriset”. DN.se. 25 mars 2022. https://www.dn.se/kultur/dimen-abdulla-far-svenska-ibsenpriset/. Läst 14 november 2023.